# Sun Yirang
Sun Yirang (孫詒讓, 1848-1908) est un philologue chinois.
Natif de Wenzhou dans la province du Zhejiang, il quitte un poste de fonctionnaire pour se dévouer à l'étude. Ses œuvres les plus importantes sont le Mozi Jiangu (墨子間詁), une édition définitive et corrigée de Mozi, et le Zhouli Zhengyi (周禮正義), un important commentaire des Rites des Zhou. Il contribue également à l'étude de l'écriture de style bronze et de l'écriture ossécaille. Son livre Qiwen Juli (契文舉例), publié à titre posthume par Luo Zhenyu, est le premier travail de déchiffrement de l'écriture des os oraculaires.